# Chiesa di Santa Maria Assunta (Arcinazzo Romano)
La chiesa di Santa Maria Assunta è la parrocchiale di Arcinazzo Romano, in città metropolitana di Roma Capitale e diocesi di Tivoli; fa parte della quinta vicaria.

## Storia
La primitiva chiesa di Arcinazzo Romano era dedicata a sant'Andrea Apostolo e se ne ha notizia già in epoca altomedievale; tuttavia, nei secoli successivi di questa cappella di non si trova più traccia.

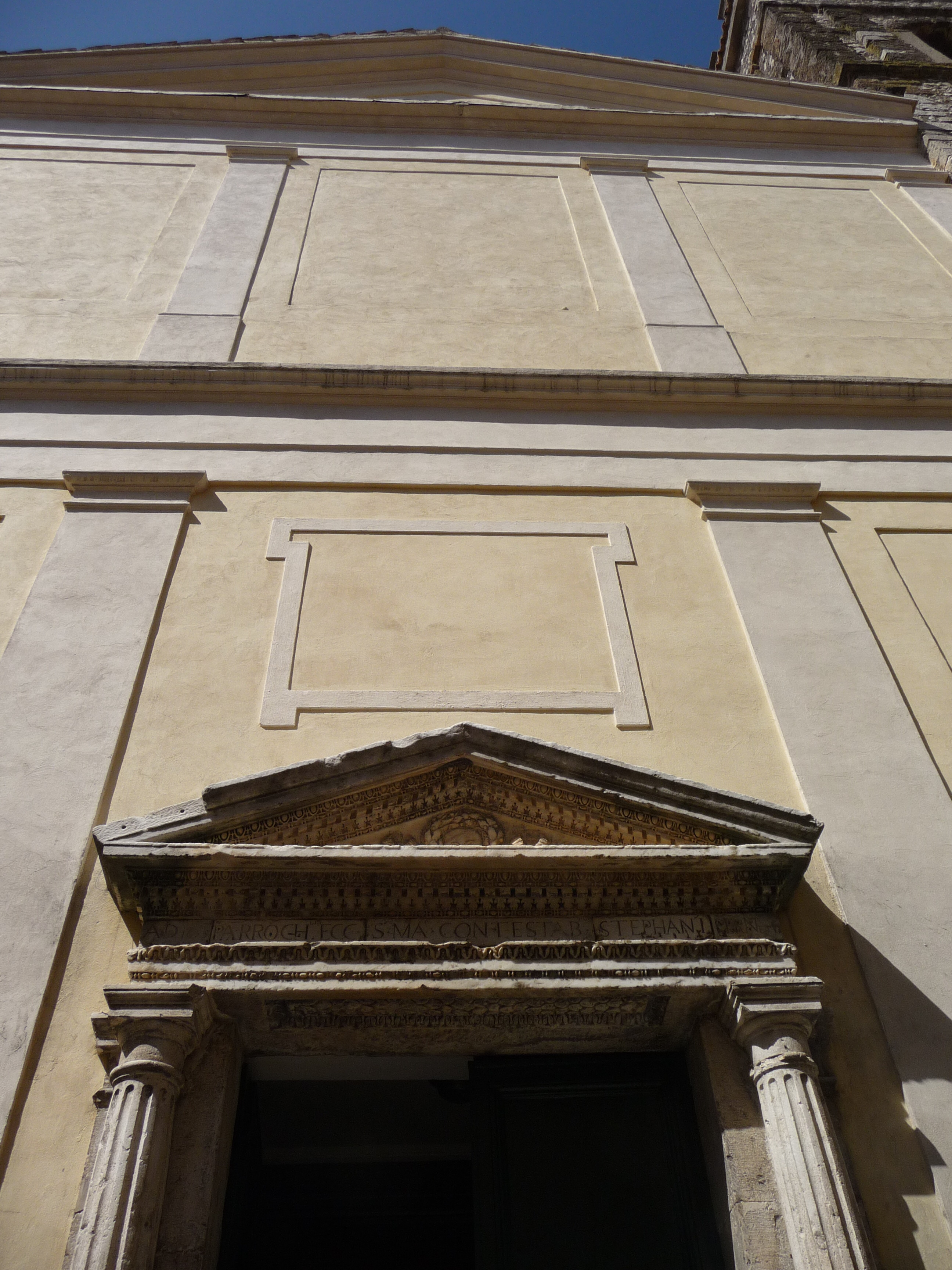
Particolare della facciata

Nel XI secolo, con l'incastellamento del borgo, sorse in paese la nuova chiesa di Santa Maria Assunta, probabilmente in stile gotico e attestata per la prima volta in un documento del 1327.
Questo edificio è menzionato nella relazione della visita pastorale del 1575; in quegli stessi anni fu interessato da un rifacimento.
Un secolo dopo, nel 1673 venne ricostruito il tetto della torre campanaria.
Nel 1829 iniziarono i lavori di ricostruzione della parrocchiale; la nuova struttura, realizzata dal trebano Nicola Jona, venne ultimata nel 1833.
Ulteriori interventi di risistemazione furono eseguiti verso il termine degli anni venti del XX secolo. Successivamente, nel 1962 venne posato il nuovo pavimento dell'aula.

## Descrizione

### Esterno

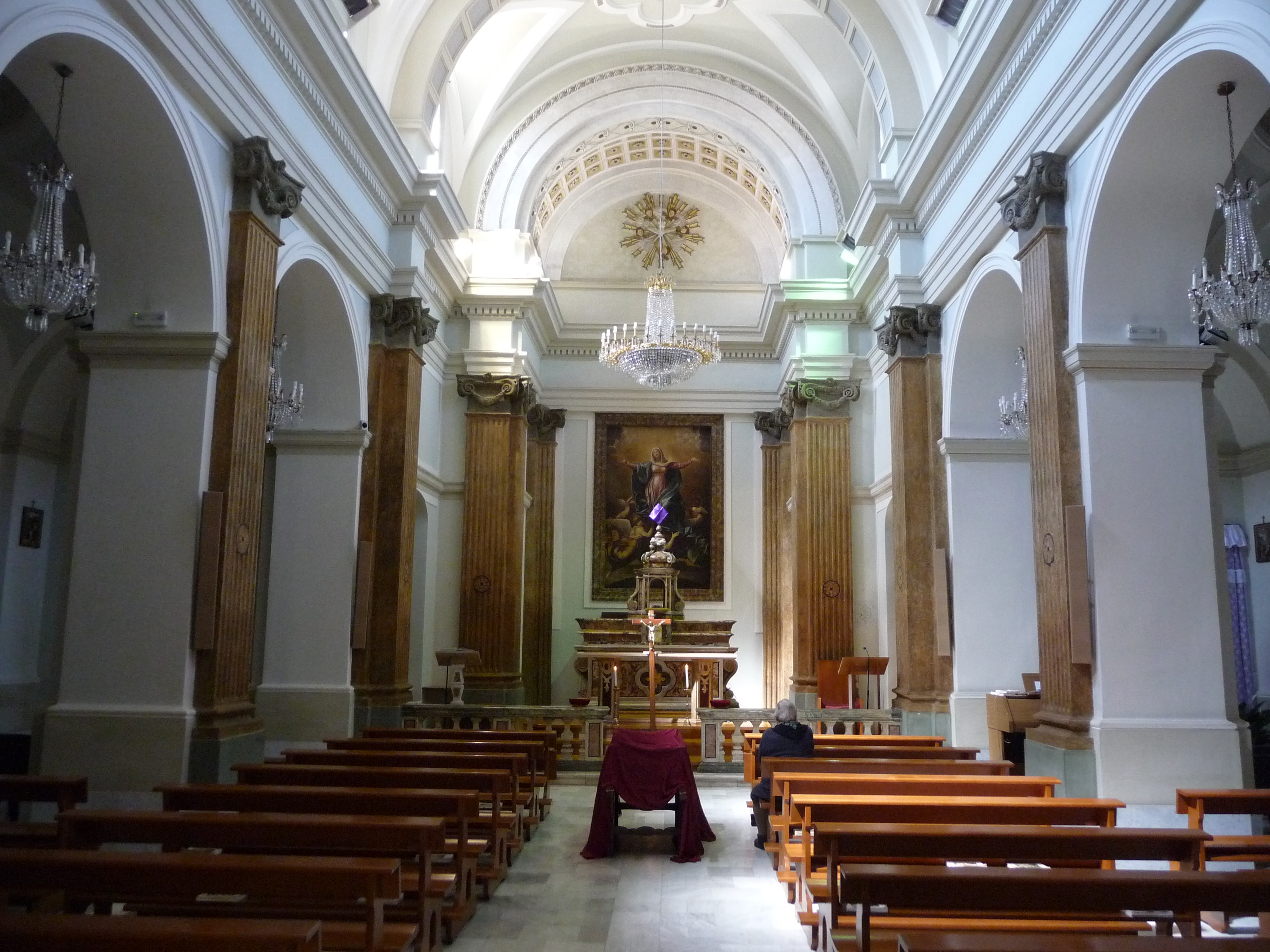
L'interno

La facciata della chiesa, a capanna, è suddivisa da una cornice marcapiano in due registri, entrambi tripartiti da quattro lesene; quello inferiore presenta il portale d'ingresso, delimitato da due semicolonne doriche e sormontato da un frontone in aggetto, mentre quello superiore è coronato dal timpano di forma triangolare.
Accanto alla parrocchiale si eleva il campanile in pietra, la cui cella è caratterizzata da quattro monofore e conclusa dalla merlatura.

### Interno
L'interno dell'edificio si compone di tre navate, di cui la centrale voltata a botte, separate tra loro da pilastri a pianta quadrata sorreggenti degli archi a tutto sesto.
La chiesa conserva diverse opere di pregio, tra cui l'inferriata, costruita nel 1922 in una bottega di Subiaco, e l'altare maggiore, composto da marmi originariamente collocati nella Villa di Traiano.